# 毛抜形太刀 (重要文化財工第1354号)
毛抜形太刀（けぬきがたたち、けぬきがたのたち）は、三重県伊勢市の宗教法人神宮（伊勢神宮）が所有する太刀。毛抜形太刀は、平安時代頃に古代の大刀が後の日本刀へ移行する過渡期に製作された様式の太刀であり、現存数も少ないが、本太刀は備品等が完備された貴重な遺例である。国の重要文化財に指定されている（指定書・台帳番号は工第1354号）。なお指定当時の名称は毛拔形太刀であるが、1981年（昭和56年）10月1日の常用漢字の告示に伴い「抜」の字に読み替えて使用される。

## 特徴
| 「伊勢国大神宮蔵太刀図」（『集古十種』より） |  | 「伊勢国大神宮蔵太刀図」（『集古十種』より） |
| 「伊勢国大神宮蔵太刀図」（『集古十種』より） |  |                                              |

本太刀は1949年5月30日、当時の国宝保存法第1条に基づき国宝（いわゆる旧国宝）に指定された。文化財保護法の施行（1950年8月29日）後は、同法附則第3条第1項の規定に基づき、同法に規定する重要文化財となっている。指定名称は「毛抜形太刀」で、所有者名義は伊勢神宮の正式名称である「神宮」となっている。
毛抜形太刀は、同時代に禁裏を警護する衛府の役人が佩用していたとされており、柄（つか）と茎（なかご）が一体でかつ毛抜きを左右に並べた形の透かし彫りがなされているのが特徴である。本太刀も他の毛抜形太刀と同様、直刀から彎刀への過渡期の形状を表しており、製作年代も平安時代中期頃とされている。本太刀の刀身、柄及び鍔には、矢疵や太刀による切付傷が見られることから、本太刀が実戦で使用されていたことが想起される。
寛政12年（1800年）頃に編纂された古美術品の木版図録である『集古十種』（刀剣之部）に「伊勢国大神宮蔵太刀図」として掲載されており、当時の刀装・刀身の記録が残されている。

### 刀装・柄
| 柄部分 |  | 鞘の足金物 |
| 柄部分 |  | 鞘の足金物 |

毛抜形太刀の特徴でもある柄部分は、鉄地に銀装され、毛抜形の透かしの周囲にリンドウの唐草文様が浮き彫りになっている。また上下に銀覆輪が施され兜金と縁金でこれが固定され、柄頭の鵐目（しとどめ）から菖蒲革の手貫緒が垂れる。鍔部分は四つ葉形で内を透かし彫りされており、切羽（せっぱ）は2枚、鎺（はばき）には身を抜いて一小孔が穿たれており、いずれの金具も銀装で拵えている。現在の鞘は白木で麻布につつまれているが、集古十種編纂当時は錦包であったとされる。帯取足金物の二の足と責金物一個は当時のまま、一の足、七つ金、渡巻柄の露金物は室町時代に補填されたものである。

### 刀身

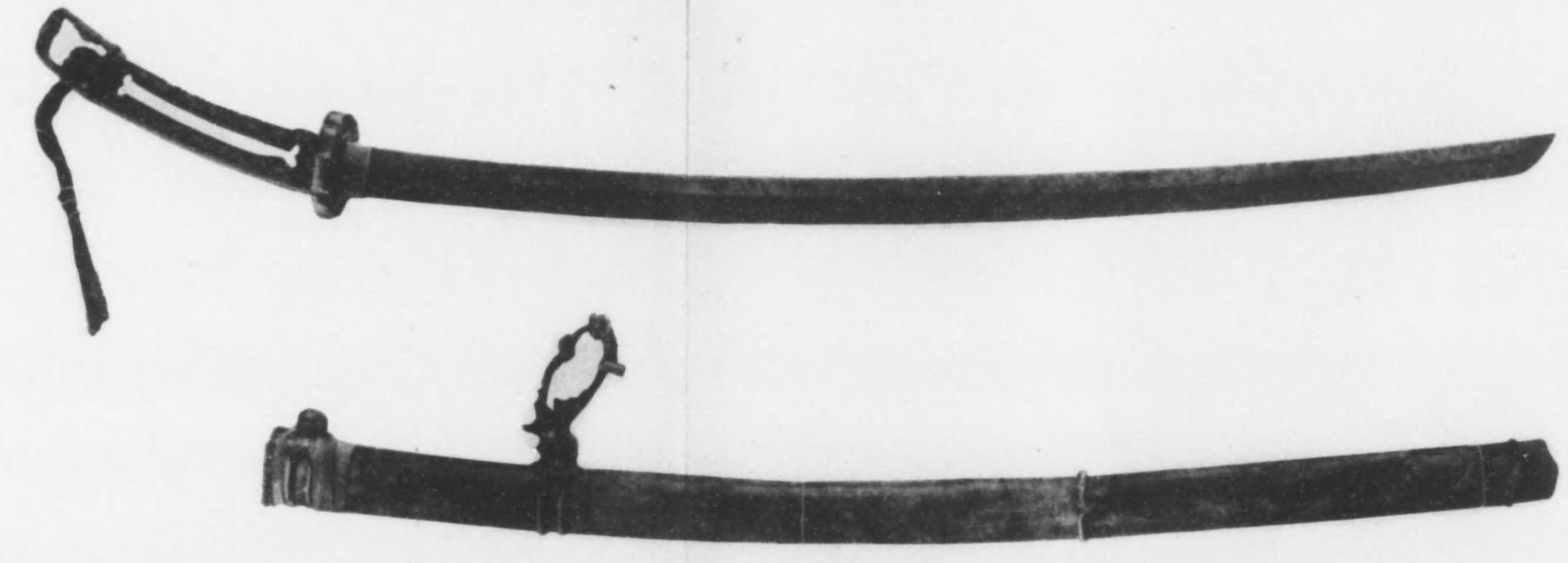
刀身を鞘から抜いた状態

刀身は、長さ2尺3寸4分、反り7分、元重1分7厘、先重1分1厘、元幅9分3厘、先幅6分6厘。鎬造、丸棟、鳥居反り、鎬幅広く、切先比較的大で、ふくらやや付き、猪首に締り、平肉に乏しい。今一部に窓を作る。刃文は細かくとがり気味な低い乱刃となる。刀身全体としては茎部分で急激に反る形である。
「毛抜形の欛（）を成した部分と刀身とは継ぎ合わせた」継忠（）の一例だとされる。

## 伝来

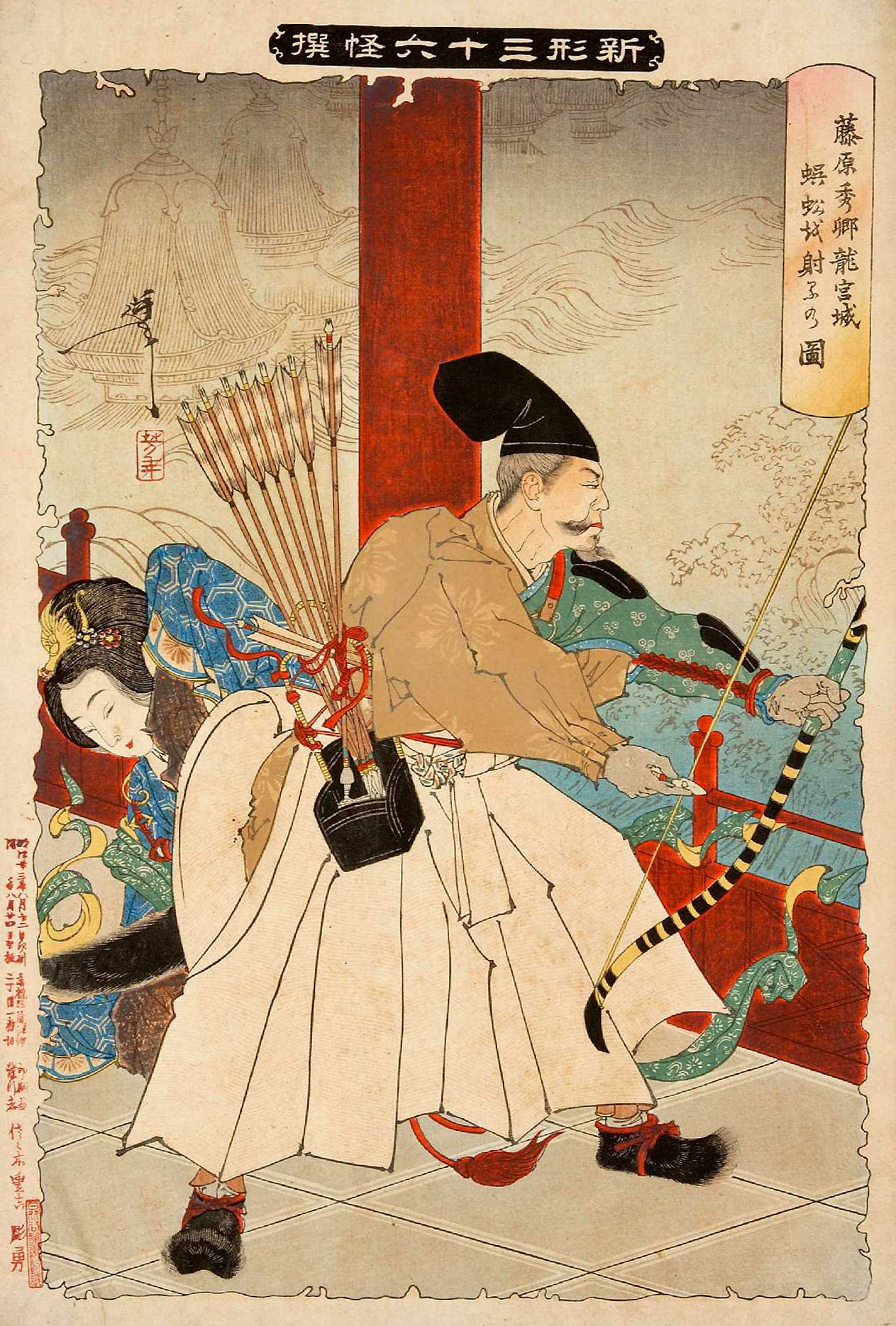
「藤原秀郷龍宮城蜈蚣射るの図」（月岡芳年画『新形三十六怪撰』より）

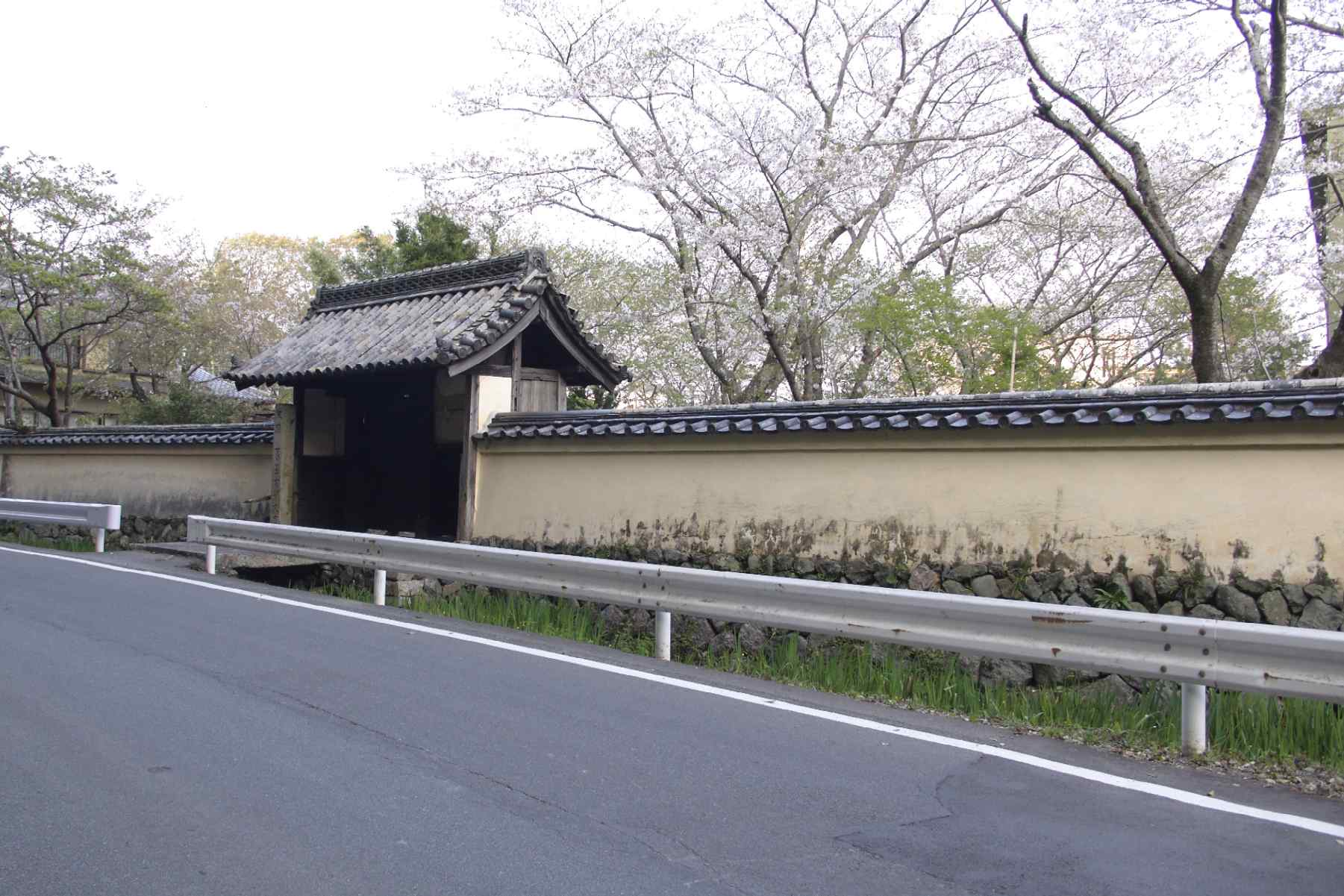
豊宮崎文庫表門（旧保管場所）

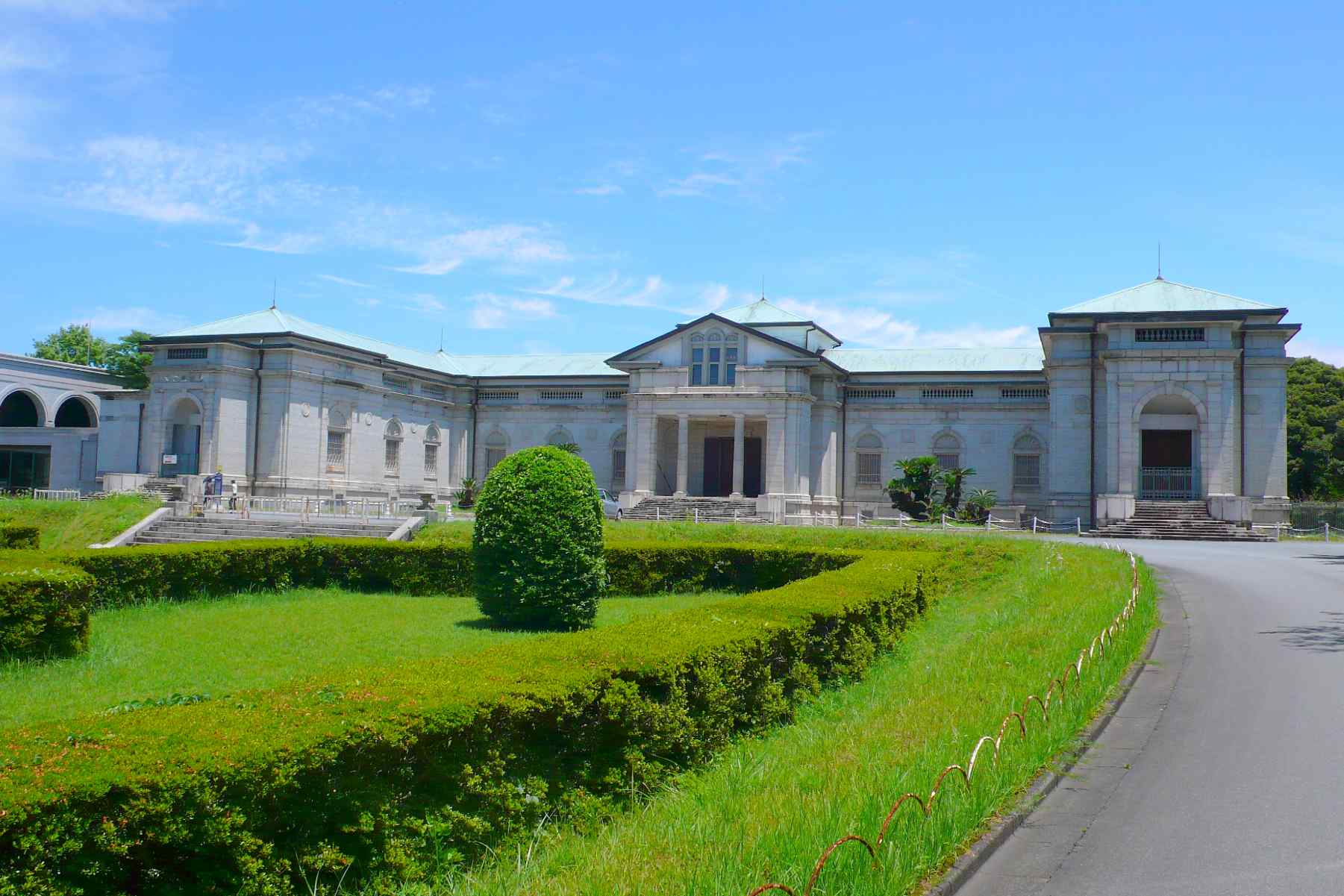
神宮徴古館（現保管場所）

伝説によれば藤原秀郷が近江国三上山の蜈蚣を退治する際に琵琶湖中の竜宮より持ち出したとされ、死後、末裔の赤堀家に伝えられたことが宗牧作の東国紀行や塵添壒嚢鈔に記録されており、室町時代まで代々同家に秘蔵されていたとされる。その後、同家から山田の深井平大夫家に養嗣子に出された際に持参されて以来同家に伝わったとされる。享保年間には、研磨の上、当時の征夷大将軍である徳川吉宗の上覧に供せられている。寛政5年12月に足代弘臣の計らいで神宮内宮の荒木田氏と神宮外宮の度会氏の両権禰宜が買い取り、豊宮崎文庫に奉納され、同文庫の管理団体である「籍中」の管理下に置かれることとなった。
明治元年（1868年）の同文庫の閉庫に伴い、文庫内の財産は度会府に移管されることとなり、さらに明治3年（1870年）6月に旧籍中に還付されたことから、新たに「文庫衆」という管理団体を結成し当該財産の管理を行っていったが経営に行き詰まり、1910年（明治43年）に宇治山田市の旅館宇仁館経営者西田貞助に当該財産が売却された。当該財産の一部蔵書が売却されていることが発覚したことを決起に、これ以上の財産の散逸を防ぐことを理由に、財団法人神苑会が1910年（明治44年）2月26日に図書・什器を購入し、同年3月6日に神宮に奉納した。奉納された本太刀は、他の什器と同様に神宮徴古館に収蔵され、現在も同館で保存・公開されている。（詳細は豊宮崎文庫参照）